# 罗汉洞乡
罗汉洞乡，是中华人民共和国甘肃省平凉市泾川县下辖的一个乡镇级行政单位。

## 行政区划
罗汉洞乡下辖以下地区：
王家沟村、罗汉洞村、土堑坳村、三山子村、南河村、吕家拉村、中村、景村、北坡村、挽头坪村、张姚村和丈八寺村。